# Grigorij Balabin
Grigorij Stiepanowicz Balabin (ros. Григорий Степанович Балябин, ur. 1907 we wsi Gridino w guberni włodzimierskiej, zm. w lutym 1979 w Moskwie) – funkcjonariusz radzieckich służb specjalnych, pułkownik bezpieczeństwa państwowego.

## Życiorys
Początkowo robotnik rolny, 1923-1937 członek Komsomołu, od października 1929 w WKP(b), 1925-1926 sekretarz gminnej milicji. Od stycznia 1928 do lutego 1929 sekretarz gminnego komitetu Komsomołu, od lutego do czerwca 1930 sekretarz odpowiedzialny rejonowego komitetu Komsomołu, od czerwca 1930 do lutego 1932 starszy sędzia sądu ludowego, od lutego 1932 do lutego 1933 przewodniczący rejonowego związku kołchozów, od lutego 1933 do lutego 1935 starszy sędzia sądu ludowego. Od września 1935 do kwietnia 1938 studiował w Moskiewskiej Akademii Prawniczej, od kwietnia do grudnia 1938 członek Sądu Najwyższego RFSRR, od 2 grudnia 1938 porucznik bezpieczeństwa państwowego. Od 7 do 20 grudnia 1938 specjalny pełnomocnik NKWD ZSRR, od 20 grudnia 1938 do lutego 1941 zastępca specjalnego pełnomocnika NKWD ZSRR, od 28 grudnia 1938 kapitan bezpieczeństwa państwowego, od 1941 do maja 1943 zastępca szefa Specjalnej Inspekcji Wydziału Kadr NKWD ZSRR, 13 sierpnia 1941 awansowany na majora, a 14 lutego 1943 pułkownika bezpieczeństwa państwowego. Od maja 1943 do 28 czerwca 1946 szef Inspekcji Specjalnej Wydziału Kadr NKGB/MGB ZSRR, od 28 czerwca 1946 do 1 listopada 1950 zastępca szefa Wydziału Kadr i szef Inspekcji Specjalnej MGB ZSRR. Od 24 kwietnia 1951 do marca 1953 zastępca szefa Zarządu MGB obwodu tambowskiego, od 18 lipca 1953 do kwietnia 1954 zastępca szefa Zarządu MWD obwodu tambowskiego, od maja do sierpnia 1954 zastępca szefa Zarządu KGB obwodu tambowskiego, od sierpnia 1954 do czerwca 1960 pełnomocnik Zarządu KGB obwodu tambowskiego w Miczurinsku, następnie na emeryturze. Mieszkał w Tambowie, a od 1961 w Moskwie. Odznaczony Orderem Czerwonej Gwiazdy (20 września 1943), Odznaką "Zasłużony Funkcjonariusz NKWD" (4 lutego 1942) i medalem.